# Willshire
Willshire is een plaats (village) in de Amerikaanse staat Ohio, en valt bestuurlijk gezien onder Van Wert County.

## Demografie
Bij de volkstelling in 2000 werd het aantal inwoners vastgesteld op 463.
In 2006 is het aantal inwoners door het United States Census Bureau geschat op 450, een daling van 13 (-2,8%).

## Geografie
Volgens het United States Census Bureau beslaat de plaats een oppervlakte van
1,0 km², geheel bestaande uit land. Willshire ligt op ongeveer 243 m boven zeeniveau.

## Plaatsen in de nabije omgeving
De onderstaande figuur toont nabijgelegen plaatsen in een straal van 16 km rond Willshire.